# 波江座EK
波江座EK，又名BD-06 875，HD 27536、SAO 131129、HR 1362，是波江座的一颗恒星，视星等为6.27，位于銀經200.02，銀緯-36.2，其B1900.0坐标为赤經4h 15m 44.1s，赤緯-6° -36.2′ 2″。